# 勝利なき戦い
『勝利なき戦い』（しょうりなきたたかい、Pork Chop Hill）は、1959年のアメリカ映画。朝鮮戦争の最終局面、板門店で休戦協定会議が開かれる中、交渉を優位に進めるために両軍が国境付近の丘を巡って不毛で熾烈な争奪戦を余儀なくされる。
1953年に起こったポークチョップヒルの戦いを題材としており、主人公のジョーゼフ・"ジョー"・クレモンス中尉は実在の人物である。

## あらすじ
休戦協定を少しでも有利に進めるため、クレモンス中尉（グレゴリー・ペック）率いる米陸軍の部隊に対して板門店の近くにある中国人民義勇軍に占拠された丘「ポークチョップヒル」を奪取するように命じられる。休戦を間近に控えた部下の兵士らの士気が上がらない中、丘を巡って両軍の激しい争奪戦が繰り広げられる。

## キャスト
| 役名                       | 俳優                   | 日本語吹替 |
| 役名                       | 俳優                   | NETテレビ版 |
| -------------------------- | ---------------------- | --- |
| ジョー・クレモンス中尉     | グレゴリー・ペック     | 城達也 |
| スギ・オオハシ中尉         | ジョージ・シバタ       | 小林修 |
| デイヴィス中佐             | バリー・アトウォーター | 家弓家正 |
| フォーストマン二等兵       | ハリー・ガーディノ     | 羽佐間道夫 |
| フランクリン二等兵         | ウディ・ストロード     | 小林清志 |
| ウォルター・ラッセル中尉   | リップ・トーン         | 仲村秀生 |
| ヴェリー二等兵             | ロバート・ブレイク     | 井上真樹夫 |
| 師団の広報担当官           | ルー・ガロ             | 上田敏也 |
| チャック・フェダーソン伍長 | ジョージ・ペパード     | |
| カーン大佐                 | ボブ・スティール       | |
| コールマン軍曹             | ノーマン・フェル       | |
| マーシャル中尉             | マーティン・ランドー   | |
| 不明 その他                |                        | 若本紀夫 村越伊知郎 村松康雄 原田一夫 寺島幹夫 細井重之 仲木隆司 安田隆 水島晋 勝田久 塩見竜介 飯塚昭三 北村弘一 森功至 仁内達之 |
|                            |                        | |
| 演出                       | 演出                   | 小林守夫 |
| 翻訳                       | 翻訳                   | 木原たけし |
| 効果                       |                        | |
| 調整                       | 調整                   | 前田仁信 |
| 制作                       | 制作                   | 東北新社 |
| 解説                       | 解説                   | 淀川長治 |
| 初回放送                   | 初回放送               | 1972年9月3日 『日曜洋画劇場』 |